# 518

## Nașteri
- 518/520: Matasuntha, prințesă ostrogotă, soția lui Vitiges (d. 550)

## Decese
- 10 iulie: Anastasiu I, împărat bizantin (n.c. 430)